# Синя мухоловка
Синя мухоловка (Cyanoptila) — рід горобцеподібних птахів родини мухоловкових (Muscicapidae). Представники цього роду мешкають в Азії.

## Види
Виділяють два видів:
- Мухоловка синя (Cyanoptila cyanomelana)
- Мухоловка маньчжурська (Cyanoptila cumatilis)[4][5]

## Етимологія
Наукова назва роду Cyanoptila походить від сполучення слів дав.-гр. κυανος — синє і πτιλον — оперення.